# Geertje Mak
Geertje Mak (Vreeswijk, 1961) is een Nederlands historicus en bijzonder hoogleraar gendergeschiedenis aan de Universiteit van Amsterdam. 

## Carrière
Mak studeerde sociaal-economische geschiedenis aan de Universiteit van Utrecht en werkte als onderzoeker bij Lesbische en Homostudies aan de Universiteit van Amsterdam. Ze was ook gastonderzoeker aan het Centre for the Study of Gender and Sexuality van de New York-universiteit. In 1997 promoveerde ze aan de Universiteit van Utrecht op haar proefschrift Mannelijke vrouwen. Over grenzen van sekse in de negentiende eeuw. In 2005 ging ze gendergeschiedenis doceren aan de Radboud Universiteit te Nijmegen. 
Per 1 september 2016 werd Mak benoemd tot bijzonder hoogleraar politieke geschiedenis van gender in Nederland aan de Universiteit van Amsterdam, een leerstoel die vanwege de Stichting Wilhelmina Drucker Fundatie is ingesteld. Zij hield haar inaugurele rede op 6 juli 2017 onder de titel Huishouden in Nederlands Nieuw-Guinea; geschiedenis van geslacht op geslacht.